# Pelagiidae
Famille
Les Pelagiidae forment une famille de méduses de l'ordre des Semaeostomeae. Elles se caractérisent par des tentacules partant du bord de l'ombrelle.

## Liste des genres
Selon World Register of Marine Species (28 déc. 2020) :
- genre Chrysaora Péron & Lesueur, 1810 — 14 espèces
- genre Mawia Avian, Ramšak, Tirelli, D'Ambra & Malej, 2016 — 1 espèce
- genre Pelagia Péron & Lesueur, 1810 — 1 ou 3 espèces
- genre Sanderia Goette, 1886 — 2 espèces

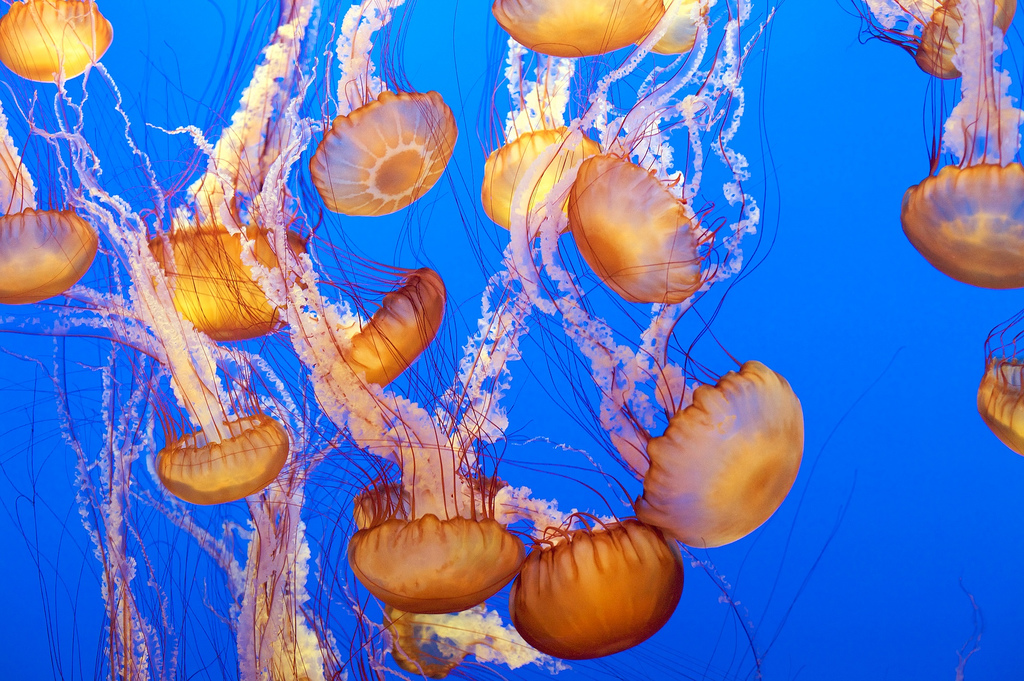
Chrysaora fuscescens
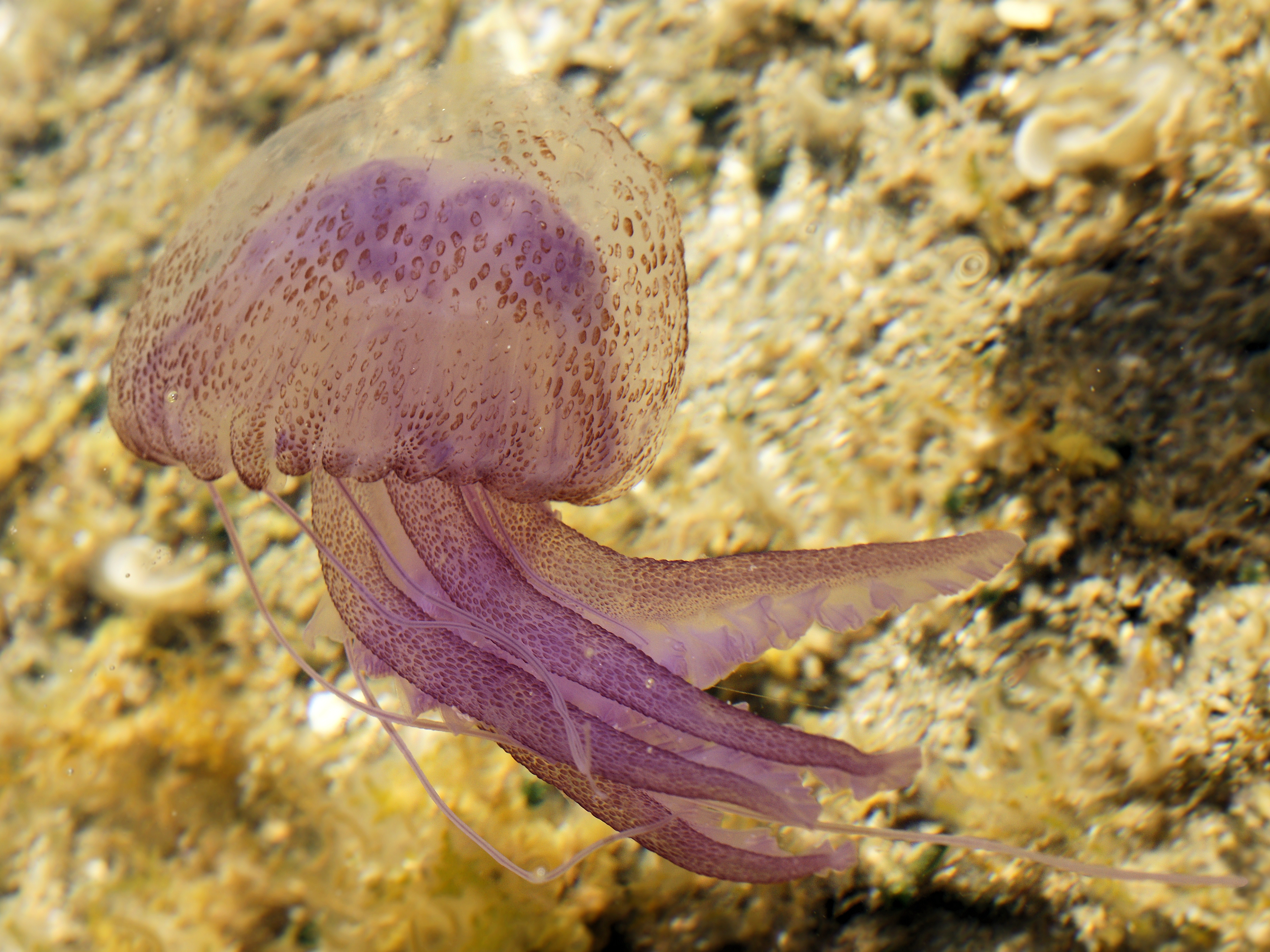
Pelagia noctiluca
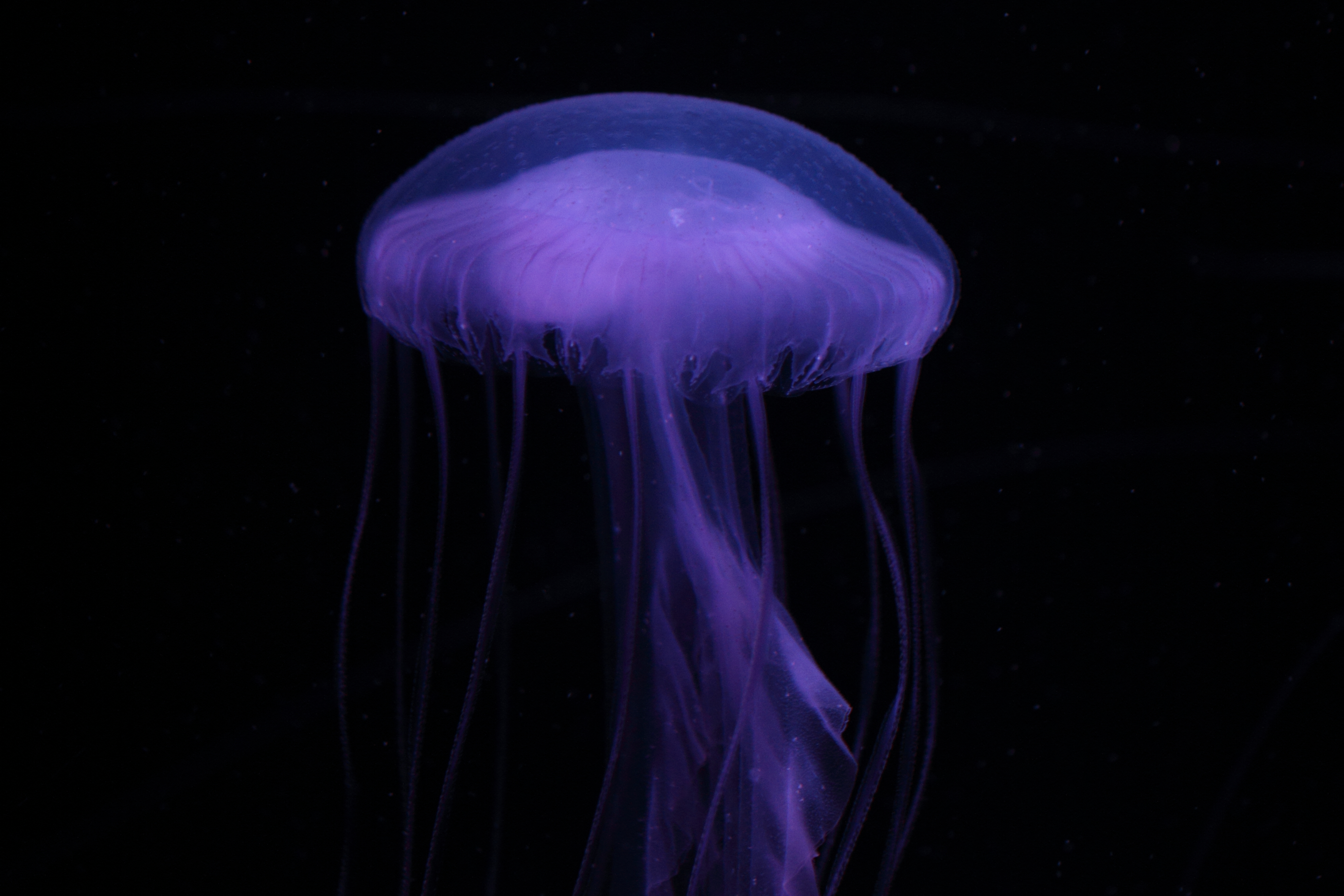
Sanderia malayensis